# Гринбуш (тауншип, Миннесота)
Гринбуш (англ. Greenbush) — тауншип в округе Мил-Лакс, Миннесота, США. На 2000 год его население составило 1135 человек.

## География
По данным Бюро переписи населения США площадь тауншипа составляет 96,6 км², из которых 96,4 км² занимает суша, а 0,2 км² — вода (0,24 %).

## Демография
По данным переписи населения 2000 года здесь находились 1135 человек, 391 домохозяйство и 317 семей.  Плотность населения —  11,8 чел./км².  На территории тауншипа расположено 406 построек со средней плотностью 4,2 построек на один квадратный километр. Расовый состав населения: 96,92 % белых, 0,35 % афроамериканцев, 0,35 % коренных американцев, 0,09 % азиатов, 0,79 % — других рас США и 1,50 % приходится на две или более других рас. Испанцы или латиноамериканцы любой расы составляли 2,20 % от популяции тауншипа.
Из 391 домохозяйств в 37,9 % воспитывались дети до 18 лет, в 68,3 % проживали супружеские пары, в 7,4 % проживали незамужние женщины и в 18,9 % домохозяйств проживали несемейные люди. 13,8 % домохозяйств состояли из одного человека, при том 4,3 % из — одиноких пожилых людей старше 65 лет. Средний размер домохозяйства — 2,90, а семьи — 3,20 человека.
28,6 % населения — младше 18 лет, 7,4 % — в возрасте от 18 до 24 лет, 29,0 % — от 25 до 44, 26,1 % — от 45 до 64, и 8,9 % — старше 65 лет. Средний возраст — 37 лет. На каждые 100 женщин приходилось 117,9 мужчин.  На каждые 100 женщин старше 18 приходилось 114,9 мужчин.
Средний годовой доход домохозяйства составлял 52 452 доллара, а средний годовой доход семьи —  54 583 доллара. Средний доход мужчин —  35 192  доллара, в то время как у женщин — 24 408. Доход на душу населения составил 21 843 доллара. За чертой бедности находились 4,9 % семей и 7,1 % всего населения тауншипа, из которых 5,5 % младше 18 и 9,6 % старше 65 лет.